# 全基因組定序

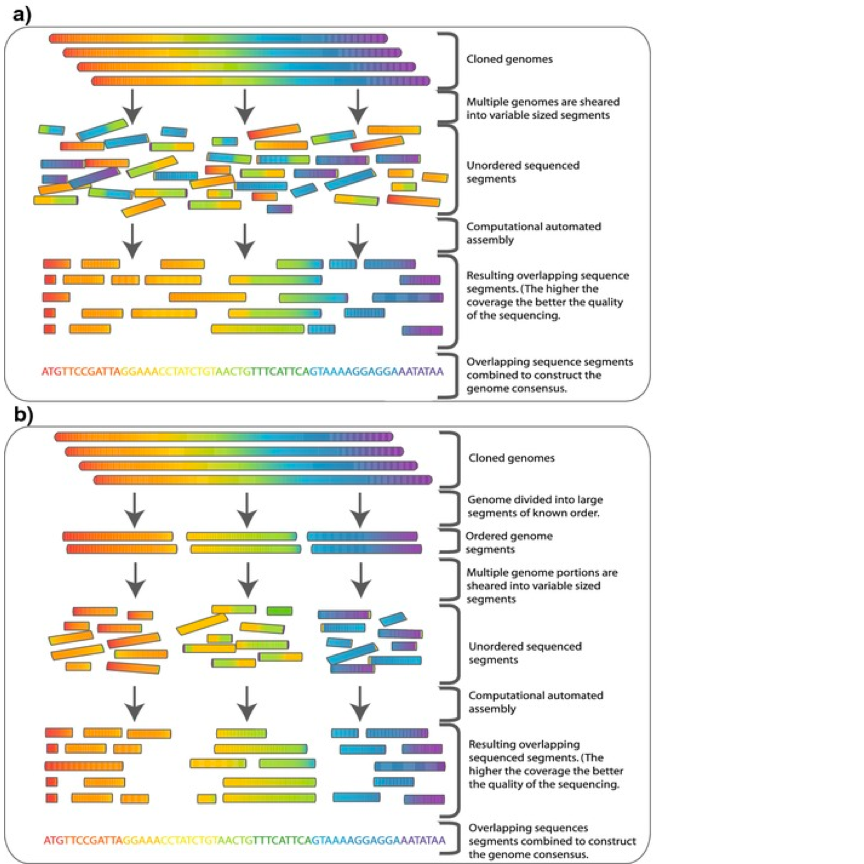
霰彈槍定序法的流程圖

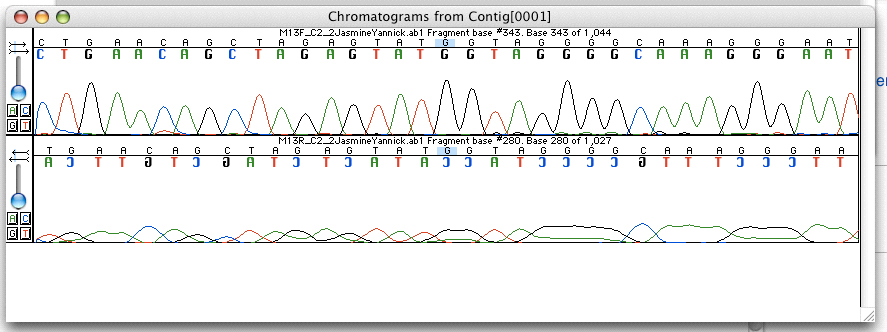
顯示基因定序結果的電泳圖譜

全基因組定序（Whole genome sequencing，WGS）是將一個生物的基因組完整（或接近完整）定序的流程。1990年代起陸續有生物的基因組被完整定序，最早被定序完成的生物為流感嗜血桿菌（1995年），1996年首次有真核生物（釀酒酵母）被完整定序。2014年以後全基因組定序逐漸開始被用於臨床用途，以病人基因組資訊決定其療法，即個人化醫療。2000年全基因體定序技術獲《科學》期刊選為該年的年度突破。

## 歷史

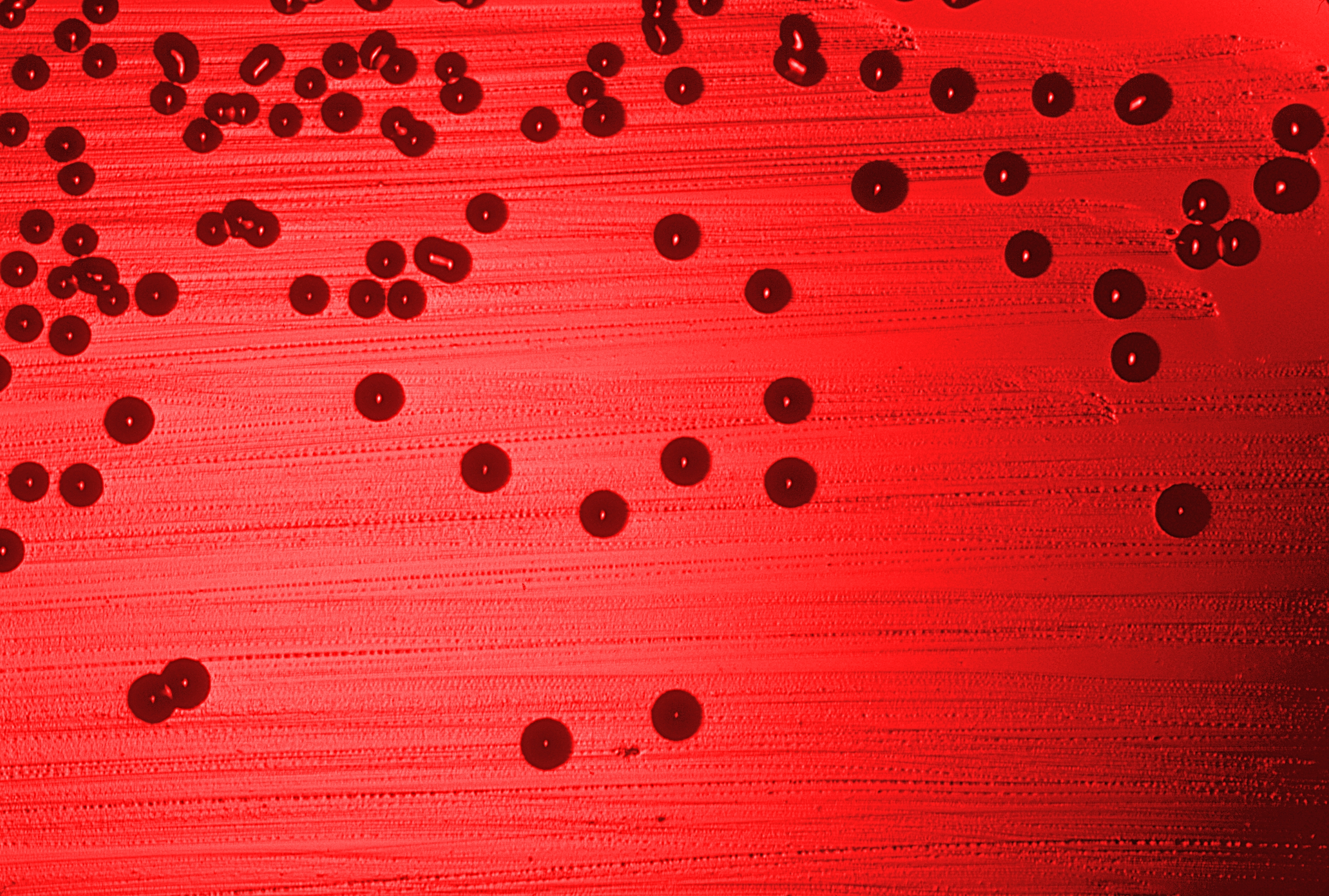
流感嗜血桿菌為第一個被全基因組定序的生物

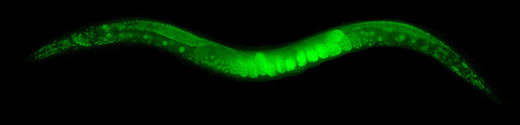
秀麗隱桿線蟲為第一個被全基因組定序的多細胞生物（動物）

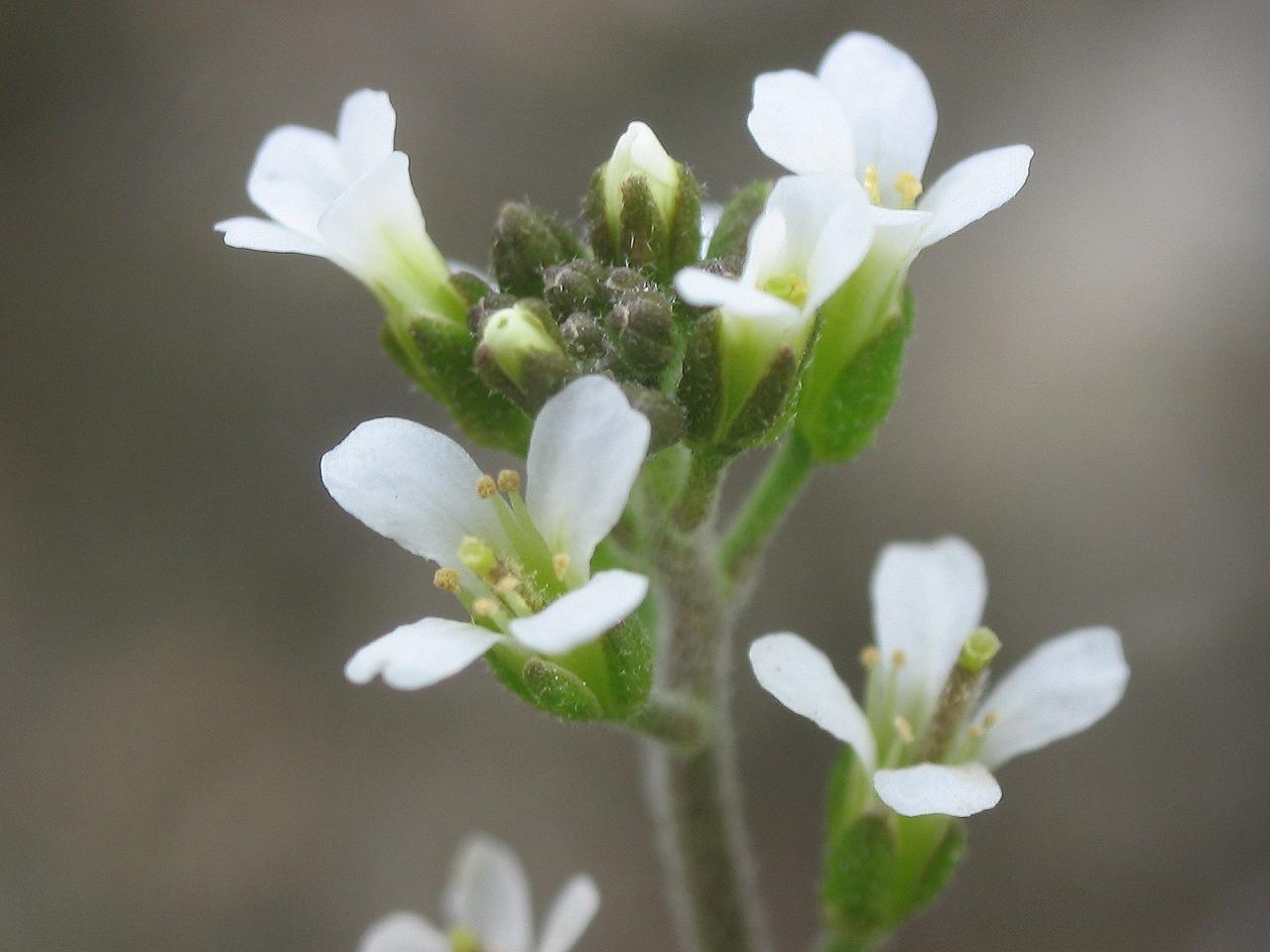
阿拉伯芥為第一個被全基因組定序的植物

1977年，弗雷德里克·桑格的團隊將ΦX174噬菌體的基因組完整定序，長5368bp，是第一個被完整定序的基因組。1990年代起測序技術逐漸成熟，開始被用於定序生物的完整基因組。第一個被完整定序的生物為流感嗜血桿菌，共長183萬bp，於1995年由霰彈槍定序法完成，隨後有其他細菌與古菌的基因組陸續被以相同方法定序。真核生物的基因組大小則大的多，因此定序較為困難，1996年釀酒酵母的基因組定序完成，約長1200萬bp，為第一個被完整定序的真核生物；1998年秀麗隱桿線蟲的基因組被完整定序，為第一個完成定序的多細胞真核生物。真核生物定序的方式除使用霰彈槍定序法外，還用到了細菌人工染色體（BAC）、酵母菌人工染色體（YAC）等基因文庫。

1999年人類22號染色體（最短的體染色體）被定序發表；2000年黑腹果蠅的基因組被完整定序，為第二種被完整定序的動物，同年阿拉伯芥的基因組定序也告完成，是第一個被完整定序的植物。2001年人類基因組計劃發表人類基因組的定序草圖（draft），2003年宣告真染色質的序列皆定序完成，2021年發表定序程度達「完整」的基因組；2002年小鼠的基因組也被定序發表。目前已有上千種生物的基因組被完整定序。2005年起桑格测序等傳統的定序方法逐漸被Illumina染料定序、焦磷酸測序、SMRT定序與奈米孔洞測序等次世代定序（NGS）技術取代（但仍使用霰彈槍定序法的策略，將基因組打碎成許多片段後分別完成定序，再進行組裝）。

## 商業化

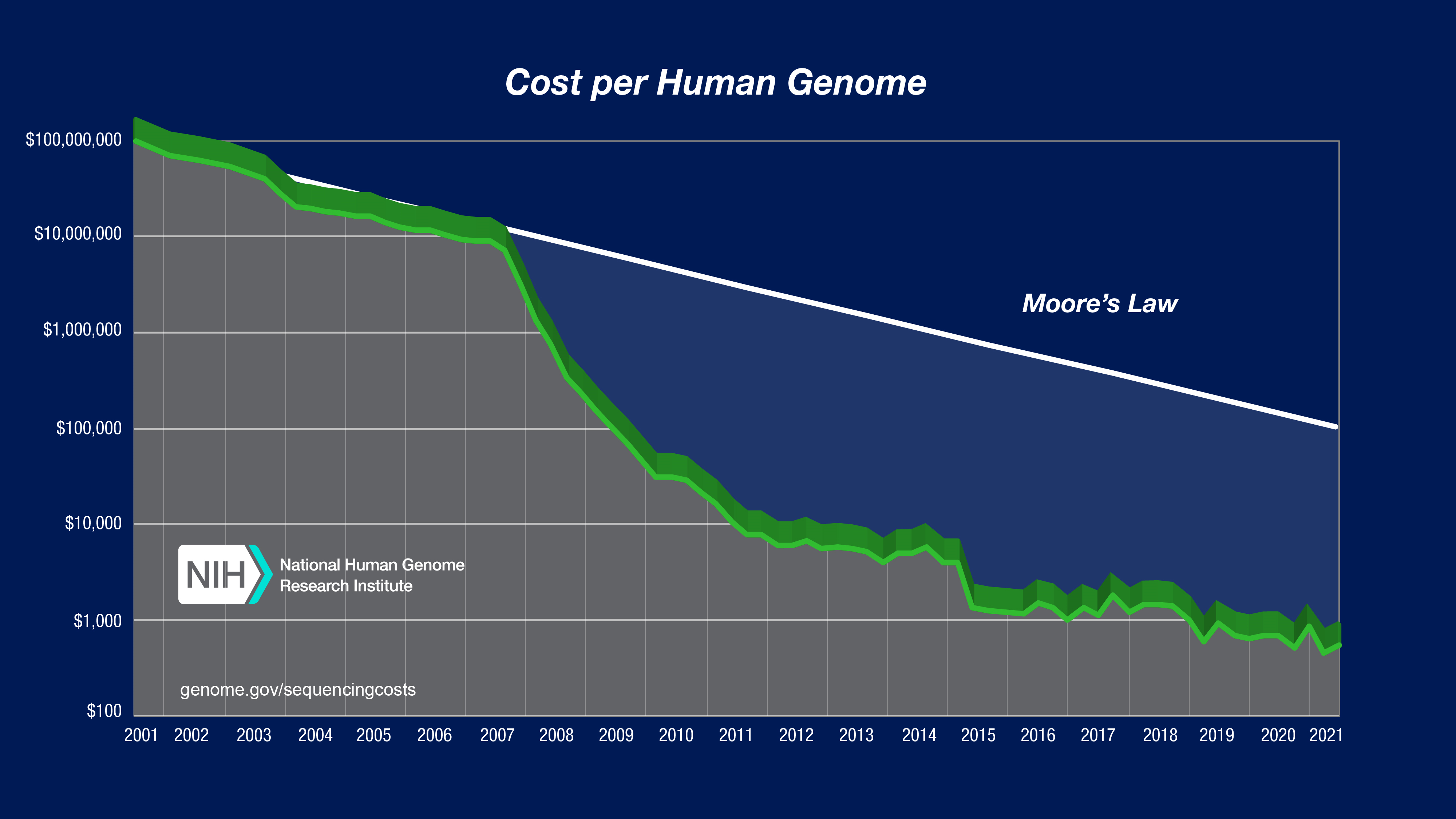
2001年至2019年一次人類全基因組定序的費用變化

已有許多公司嘗試將全基因組定序商業化以作研究或臨床用途，包括Illumina、Knome、Sequenom、454生物科学、Pacific Biosciences、Complete Genomics、Helicos Biosciences、GE Global Research（通用电气的研發部門）、Affymetrix、IBM、Intelligent Bio-Systems、Life Technologies、Oxford Nanopore Technologies與华大基因等。2010年代晚期全基因組定序一次約要價1000美元，許多公司正試圖將成本進一步降低，2017年華大基因的全基因組定序收費已降為一人600美元，2019年Veritas Genetics也將費用降至一人599美元

## 應用

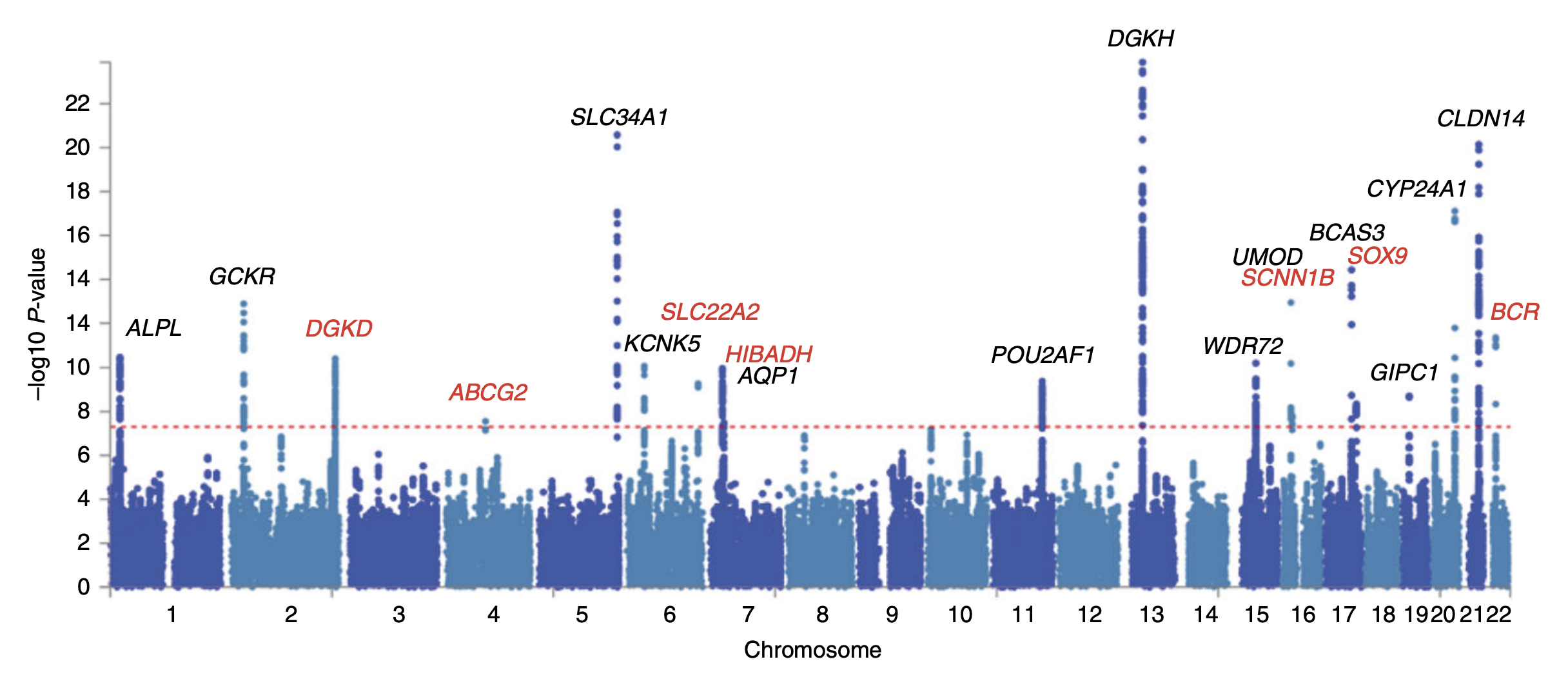
全基因組關聯分析（GWAS）的結果（曼哈頓圖）示意圖

在生醫研究中，全基因組定序可被用於全基因組關聯分析（GWAS）以尋找基因組中與特定疾病相關的單核苷酸多態性（SNP）位點。
全基因組定序在醫療上也有很大的應用價值，2009年Illumina即推出了用於臨床醫療的全基因組分析套件，供醫師在不知病人病因、傳統療法均效果不彰時使用。因近年來全基因組定序的費用大幅下降，其應用潛力也大幅增加。2011年布萊根婦女醫院與哈佛醫學院創立了Genomes2People（G2P）計畫，旨在將基因定序整合進臨床醫療。

## 倫理爭議
人類全基因組定序可能伴隨一些倫理議題，此技術雖有診斷出疾病的潛力，但也有造成基因歧視、隱私外洩（特別是未成年人的隱私）與心理上負面影響之風險。另外當一個人接受全基因組定序時，除了自己基因組的資訊外，還可能得知其近親的基因組資訊，進而推得他們過去、現在或未來的健康狀況，因此接受定序者是否應與近親分享定序的結果也是一倫理議題，若其帶有一與某疾病相關的突變，卻不願與近親分享此資訊，則醫療人員可能面臨預防醫療與病人隱私的兩難。科學研究中的全基因組定序也可能有隱私外洩的疑慮，因學術研究發表時通常需要將病人的基因型的資訊發表到公開資料庫，此資訊雖為匿名，但在疾病或突變相當罕見的情況下仍有可能使病人被認出。

## 被全基因組定序的名人
最早被全基因組定序完成的人是克萊格·凡特與詹姆斯·杜威·沃森，於2007年完成（覆蓋度分別為7.5與7.4），2008年又有一名匿名的中國漢族人（覆蓋度為36）、奈及利亞約魯巴人（覆蓋度為30）、荷蘭的女性遺傳學家玛乔琳·克里克（為首位基因組被完整定序的女性，覆蓋度7至8）與一高加索人種的白血病女性患者基因組被定序完成。史蒂夫·賈伯斯為最早被全基因組定序的20人之一，有消息指其花費高達10萬美元。截至2012年6月共有69個人接近完整的基因組序列資料向大眾公開。2013年11月有一西班牙家庭在接受23andMe與華大基因定序後，將全家的全基因組序列以創用CC公有領域授權條款公開，是第一個公開的家族全基因組序列資料。

## 外部連結
- James Watson's Personal Genome Sequence
- AAAS/Science: Genome Sequencing Poster